# Бойничи
Бойничи (укр. Бійничі) — село в Дрогобычской городской общине Дрогобычского района Львовской области Украины.
Население по переписи 2001 года составляло 281 человек. Занимает площадь 29 км². Почтовый индекс — 82168. Телефонный код — 3244 95.